# Prüfungs-Yuan

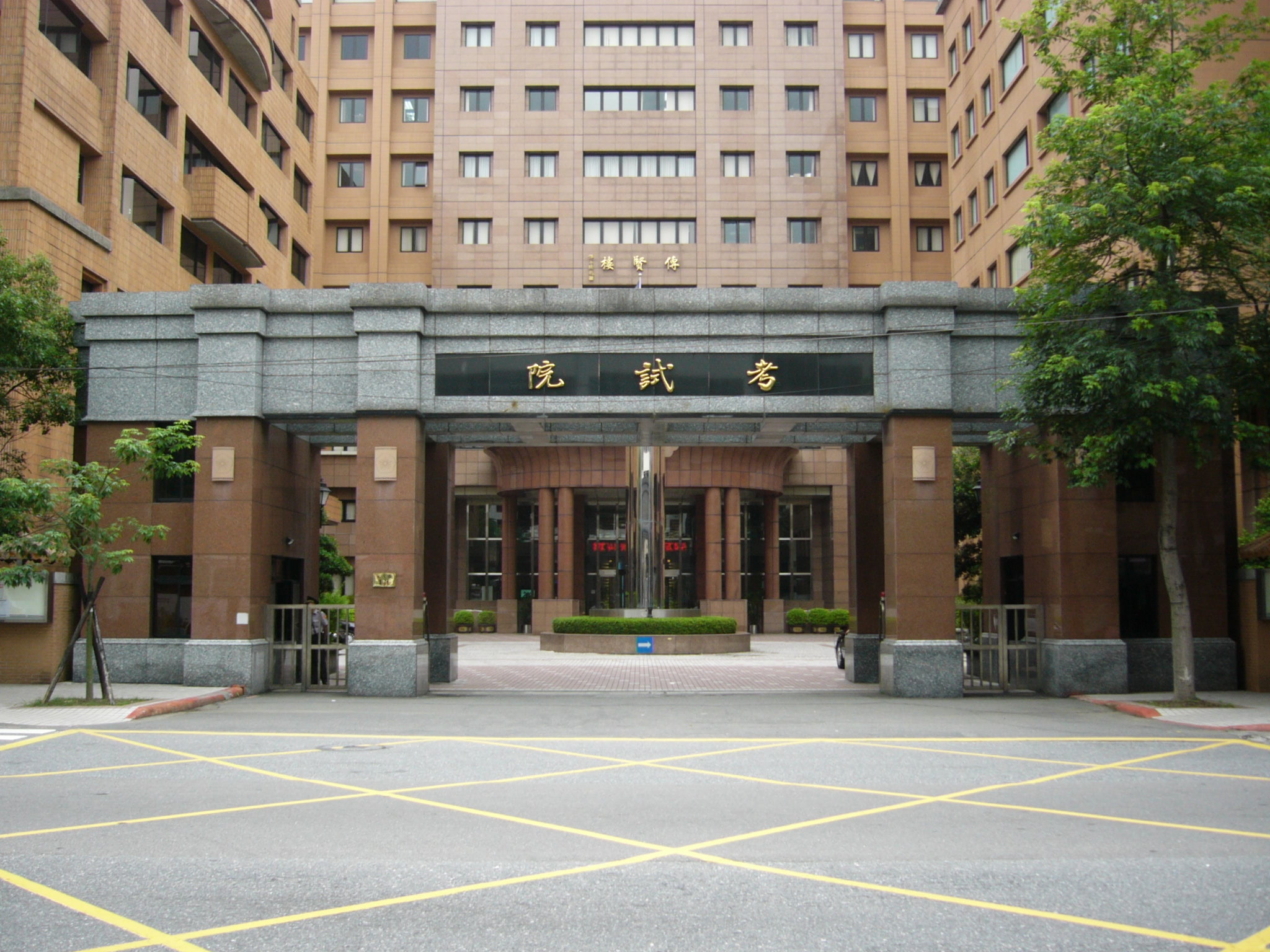
Prüfungs-Yuan in Wenshan, Taipei (2011)

Das Prüfungs-Yuan (chinesisch 考試院 / 考试院, Pinyin Kǎoshì Yuàn) ist eines der fünf Yuans (Staatsrat) der Republik China auf Taiwan in Taipeh und überwacht die Leistungen und Qualifikationen der Beamten. Außerdem gibt es noch Yuans für die Legislative, Exekutive, Judikative und Kontrolle. Dieses Yuan ist eine Ergänzung der Gewaltenteilung und kann mit dem Europäischen Amt für Personalauswahl oder dem United States Office of Personnel Management verglichen werden. Das Yuan wurde im 20. Jahrhundert von den chinesischen Nationalisten der Republik China gegründet, ist aber auf die Chinesische Beamtenprüfung des Kaiserreichs China zurückzuführen. Der erste Minister war Dai Jitao.

## Liste der Präsidenten des Prüfungs-Yuan
| # Amtszeit           | Amtsinhaber                       | Amtszeit                             |
| -------------------- | --------------------------------- | ------------------------------------ |
| Nationalistische Ära | Dai Jitao                         | 10. Oktober 1928–Mai 1932            |
| Nationalistische Ära | Niu Yung-chien (geschäftsführend) | Mai 1932–Dezember 1932               |
| Nationalistische Ära | Dai Jitao                         | Dezember 1932–Juni 1948              |
| 1.                   | Chang Po-ling                     | Juli 1948–25. November 1949          |
| 1.                   | Niu Yung-chien (geschäftsführend) | November 1949–April 1952             |
| 1.                   | Chia Ching-heh (geschäftsführend) | 12. April 1952–August 1954           |
| 2.                   | Mo Teh-hui                        | 1. September 1954–August 1966        |
| 3.                   | Mo Teh-hui                        | 1. September 1954–August 1966        |
| 4.                   | Sun Fo                            | 1. September 1966–13. September 1973 |
| 5.                   | Sun Fo                            | 1. September 1966–13. September 1973 |
| 5.                   | Yang Liang-kung                   | 20. Oktober 1973–August 1978         |
| 6.                   | Liu Chi-hung                      | 1. September 1978–August 1984        |
| 7.                   | Kung Teh-cheng                    | 1. September 1984–April 1993         |
| 8.                   | Kung Teh-cheng                    | 1. September 1984–April 1993         |
| 8.                   | Chiu Chuang-huan                  | 24. April 1993 – August 1996         |
| 9.                   | Hsu Shui-teh                      | 1. September 1996 – August 2002      |
| 10.                  | Yao Chia-wen                      | 1. September 2002 – 2008             |
| -                    | Wu Jin-lin (geschäftsführend)     | 2008                                 |
| 11.                  | Kuan John Chung                   | 2008 – 31. August 2014               |
| 12.                  | Wu Jin-lin                        | 1. September 2014 – 31. August 2020  |
| 13.                  | Huang Jong-tsun                   | 1. September 2020 – 31. August 2024  |